# Пшеворская культура

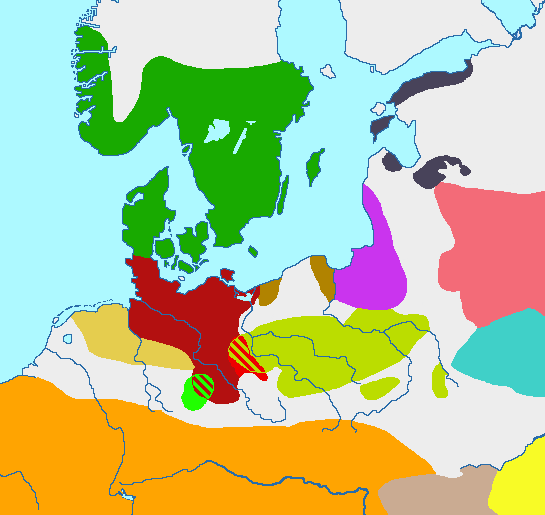
Европейские культуры в II веке до н. э.:
— нордические культуры,
— ясторфская культура,
— культура Харпштедт-Нинбург,
— оксывская культура,
— латенская культура,
— пшеворская культура,
— культура домовидных урн,
— восточнобалтийская культура,
— культура самбийских курганов
— милоградская культура,
— Эсты.

Археологические культуры около III века нашей эры:
Пшеворская культура
Надлабский культурный круг
Вельбарская культура
Западнобалтская культура
Зарубинецкая культура
Черняховская культура
Киевская археологическая культура
Римская империя

Пшево́рская культура (нем. Oder-Warthe-Gruppe, нем. Wandalische Kultur, пол. Kultura przeworska, пол. Kultura wenedzka) — археологическая культура железного века (II века до н. э. — IV век), распространённая на территории южной и центральной Польши. Артефакты, отнесённые впоследствии к пшеворской культуре, были впервые описаны Г. А. Фолькманом в 1720 году. Название культуре присвоено Л. Нидерле по городу Пшеворску (Подкарпатское воеводство), неподалёку от которого К. Гадачек раскопал ставший эталонным могильник.

## Преемственность
Ранее эту территорию занимала непосредственно предшествовавшая ей и ещё более распространённая лужицкая культура. Пшеворская культура развивалась из культуры подклёшевых погребений при влиянии латенизированных культур. Происхождение пшеворской культуры на основе позднепоморской культуры, генетически связанной с культурой подклешевых погребений, как показало исследование погребальной обрядности, проделанное А. Невенгловским, связано с территорией нижней Силезии и примыкающей части Великопольши, испытавших позднее довольно ощутимое ясторфское влияние. Эта культура родственна соседней зарубинецкой культуре, существовавшей в то же время. Во II веке пшеворцы мигрируют на средний Дунай, где формируют северокарпатскую группу пшеворской культуры (ранее считалась отдельной прешовской культурой), а также на территорию Западной Украины. На базе северного варианта пшеворской культуры в междуречье средних течений Одера и Вислы сформировалась суковско-дзедзицкая культура (лехитская культура). В конце IV века развитие пшеворской культуры прервалось нашествием воинственных кочевых племен — гуннов. Часть местного германского населения мигрировала на Запад в пределы Римской империи.

## Материальная культура
Иногда культуру называют провинциально-римской, поскольку при раскопках захоронений обнаруживают большое количество фрагментов римских кольчуг, которые использовались германскими наёмниками из вспомогательных частей римской армии. При раскопках памятников данной культуры также находят застёжки-фибулы. Носители пшеворской культуры имели развитое вооружение: мечи, дротики. Керамика преимущественно лепная лощеная, керамика на поселениях отличается от керамики на погребальных памятника: она более грубая. Начиная со II века нашей эры на селищах пшеворской культуры появляются гончарные мастерские.

## Этническая принадлежность
Одни исследователи считают данную культуру славянской и отождествляют её носителей с венедами. Писатели древнеримской эпохи описывали эту территорию как занятую лугиями, активно воевавшим с римлянами в годы Маркоманской войны. Представление о славянской принадлежности пшеворской археологической культуры в настоящее время считается ошибочным. По мнению большинства исследователей, пшеворскую культуру необходимо относить к германскому культурному кругу и отожествлять на начальном этапе с союзом лугиев, а затем вандалов.
В пределах западной части территории пшеворской культуры, как считают, находились мелкие германские племена гельвиконов, гарниев, гелизиев, манимов и наганарвалов. Некоторые исследователи отождествляют (включают в состав) носителей пшеворской культуры со славянами и кельтами. Однако не просматривается и полной преемственности с более поздними культурами: после IV века (нашествия гуннов) пшеворские памятники в Польше неизвестны. Часть пшеворских традиций наследует пражско-корчакская культура.

## Палеогенетика
У представителей пшеворской культуры определены митохондриальные гаплогруппы H5 и U5a.